# オリガ・ユーリエヴナ
オリガ・ユーリエヴナ（ロシア語: Ольга Юрьевна、? - 1182年7月4日）は、スーズダリ公ユーリー・ドルゴルーキーの娘である。スーズダリ公女、ガーリチ公妃。
1150年、ガーリチ公ヤロスラフと結婚した。1173年、ガーリチ公国の内紛のために、息子のウラジーミルと共にポーランド王国へ逃れた。ガーリチのボヤーレ（貴族）にはオリガ擁護に回る者もあり、その中のコンスタンチンはポーランドへ同行している。その後ルーツク、トルチェスクを経て、最終的には兄弟のフセヴォロドが領有するウラジーミルに落ち着いた。死に際し、エヴフロシニヤ（エフロシニヤ）という名でスヒマ(ru)（Схима / 修道院の苦行的戒律を受けた正教の僧）となった。ウラジーミルのボゴロディチンスキー教会(ru)に埋葬された。

## 子
- エフロシニヤ - ノヴゴロド・セヴェルスキー公イーゴリと結婚。（『イーゴリ軍記』においてはヤロスラヴナと称されている。）
- 娘（名前不詳） - ハンガリー王イシュトヴァーン3世と結婚[要出典]
- ウラジーミル - ガーリチ公
- ヴィシェスラヴァ - ポーランド大公ミェシュコ3世の長男・オドンと結婚[4][注 3]